# Skała z Blokiem

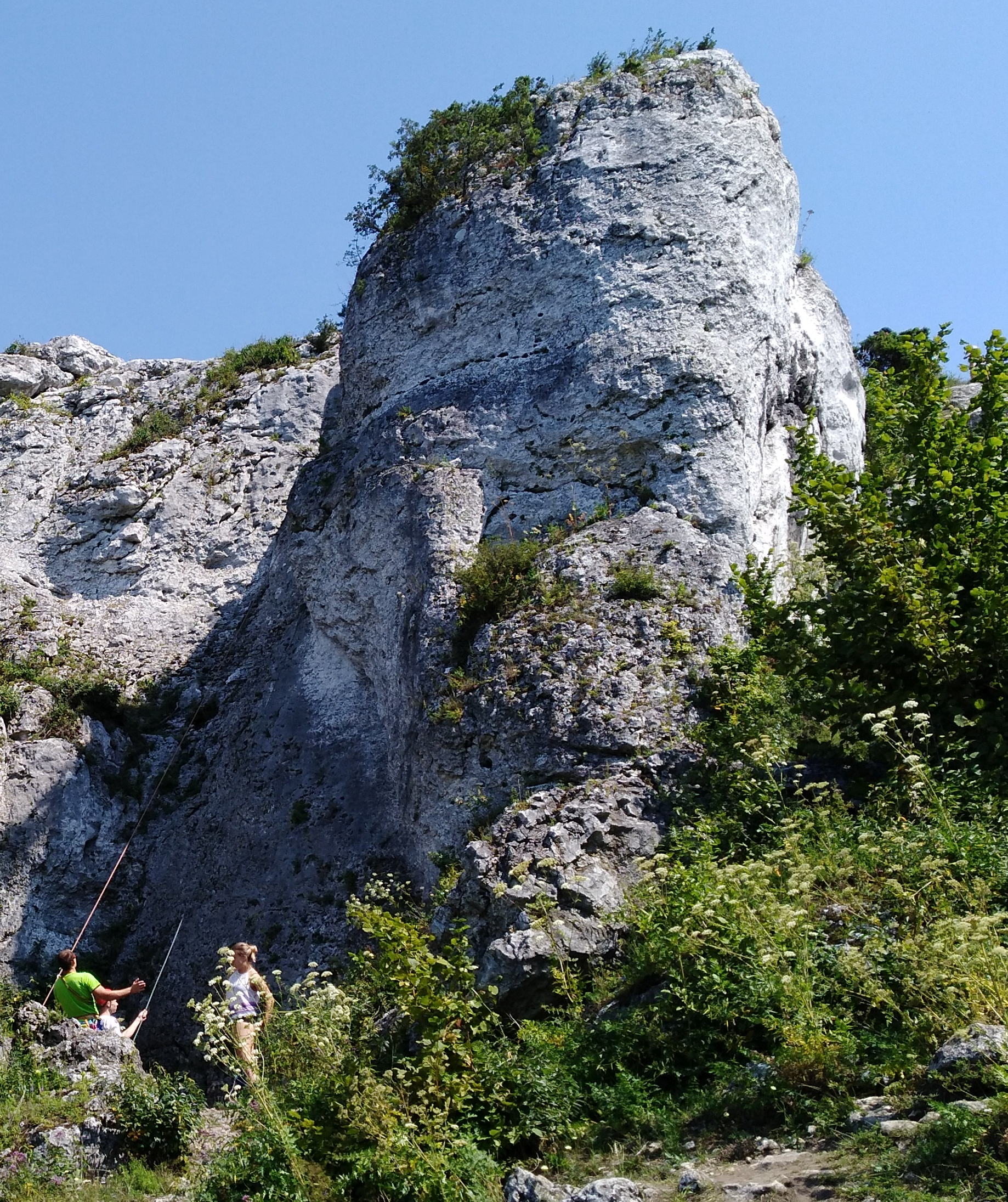

Skała z Blokiem – skała na wzniesieniu Góra Zborów w miejscowości Kroczyce, w województwie śląskim, w powiecie zawierciańskim, w gminie Kroczyce. Wzniesienie to należy do tzw. Skał Kroczyckich i znajduje się w obrębie rezerwatu przyrody Góra Zborów na Wyżynie Częstochowskiej.
Skała z Blokiem znajduje się w południowej części Góry Zborów. Jest to zbudowana z wapienia skała o wysokości 14 m. Znajduje się w terenie otwartym i jest obiektem wspinaczki skalnej. Na jej zachodniej ścianie i północno-zachodnim filarze wspinacze skalni poprowadzili 3 drogi wspinaczkowe o trudności od IV do VI w skali Kurtyki. Na drodze nr 3 zamontowano stałe punkty asekuracyjne; ringi i stanowisko zjazdowe (st), na pozostałych wspinaczka tradycyjna (trad).
1. Lewa pod blokiem; IV, trad
2. Prawa pod blokiem; V, trad
3. Filar przez blok; VI, 4r + st[1].